# هنري جاستن سميث
هنري جاستن سميث (بالإنجليزية: Henry Justin Smith)‏ هو رئيس تحرير صحيفة أمريكي، ولد في 19 يونيو 1875، وتوفي في 9 فبراير 1936 بسبب ذات الرئة.